# 유럽 고속도로 961호선
유럽 고속도로 961호선(European route E961)은 그리스의 트리폴리에서 시작하여 스파르타를 거쳐 기테요까지 이르는 B-클래스급 간선도로이다. 총 연장은 101km이며, 주요 경유 도시는 트리폴리와 스파르타, 기테요 등이 있고 전부 그리스 안에 관통되어 있는 것으로 보인다.